# 湯之谷温泉郷

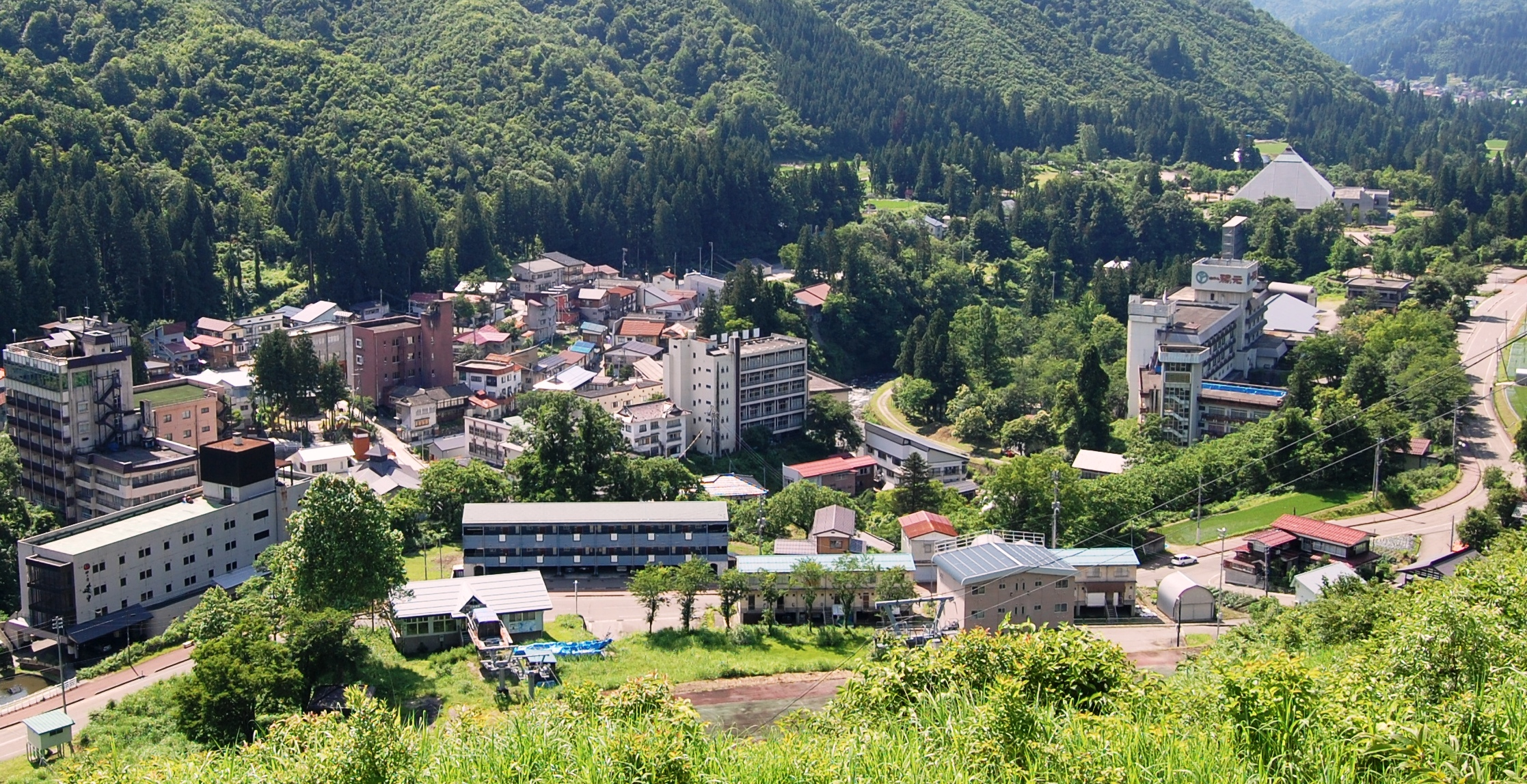
大湯温泉の全景（2007年6月）

湯之谷温泉郷（ゆのたにおんせんきょう）は、新潟県魚沼市（旧湯之谷村）にある温泉の総称（温泉郷）。小出地区から奥只見に向かう谷沿いに、薬師、葎沢、芋川、折立、大湯、栃尾又、駒の湯の各温泉が並んでいる。越後駒ヶ岳（標高2003m）の北隣にあり、晴れた日には駒ヶ岳の勇姿が間近に見える。
湯之谷温泉と名前がつく温泉は愛媛県西条市、鹿児島県霧島市・霧島温泉郷にもある。

## 各温泉地

### 薬師温泉
単純温泉
日帰り入浴施設『ゆ〜パーク薬師』1軒がある。薬師スキー場が併設されている。
所在地: 新潟県魚沼市七日市新田643-1（座標）

### 葎沢温泉（むぐらざわ）
単純温泉
一軒宿の『湯らくの宿こしじ』がある。
※2013年1月7日をもって閉館。

### 芋川温泉（いもがわ）
単純温泉
宿泊施設は2軒、足湯もある。
所在地: 新潟県魚沼市湯之谷芋川68（座標）

※2019年現在、湯之谷けんぽセンターのみ営業。
所在地: 新潟県魚沼市湯之谷芋川912

### 折立温泉（おりたて）

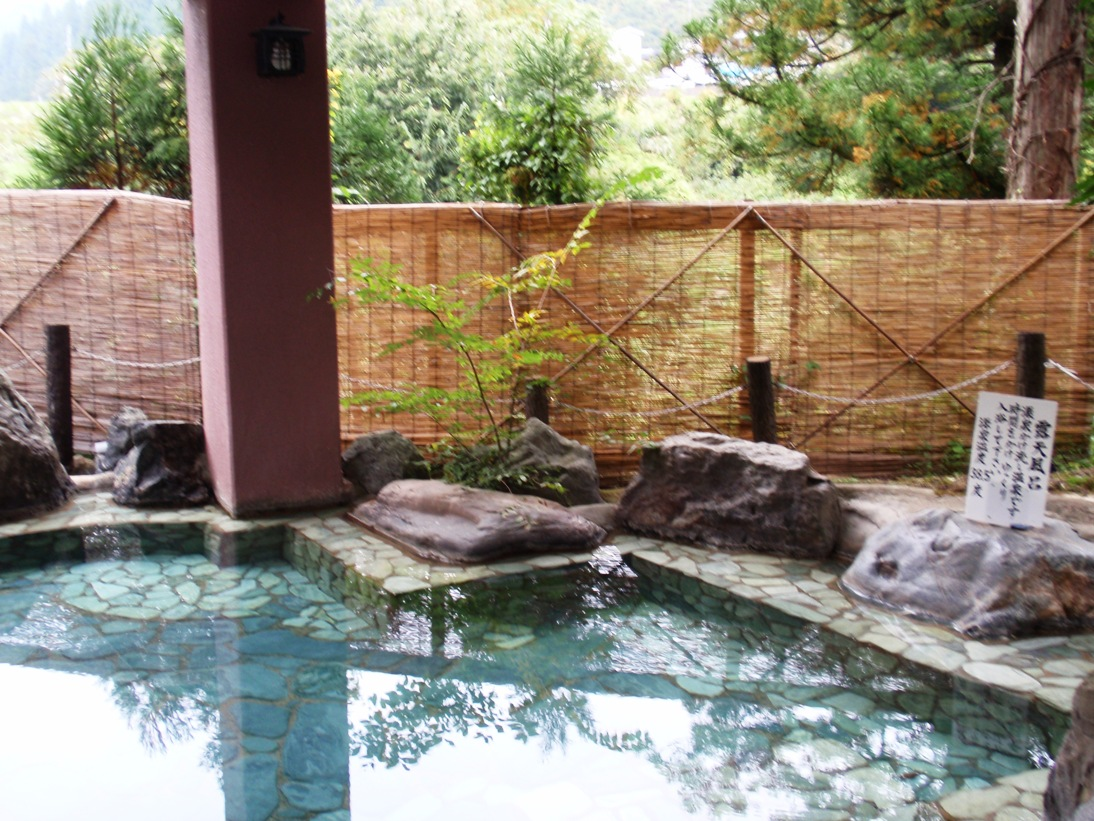
折立温泉の露天風呂

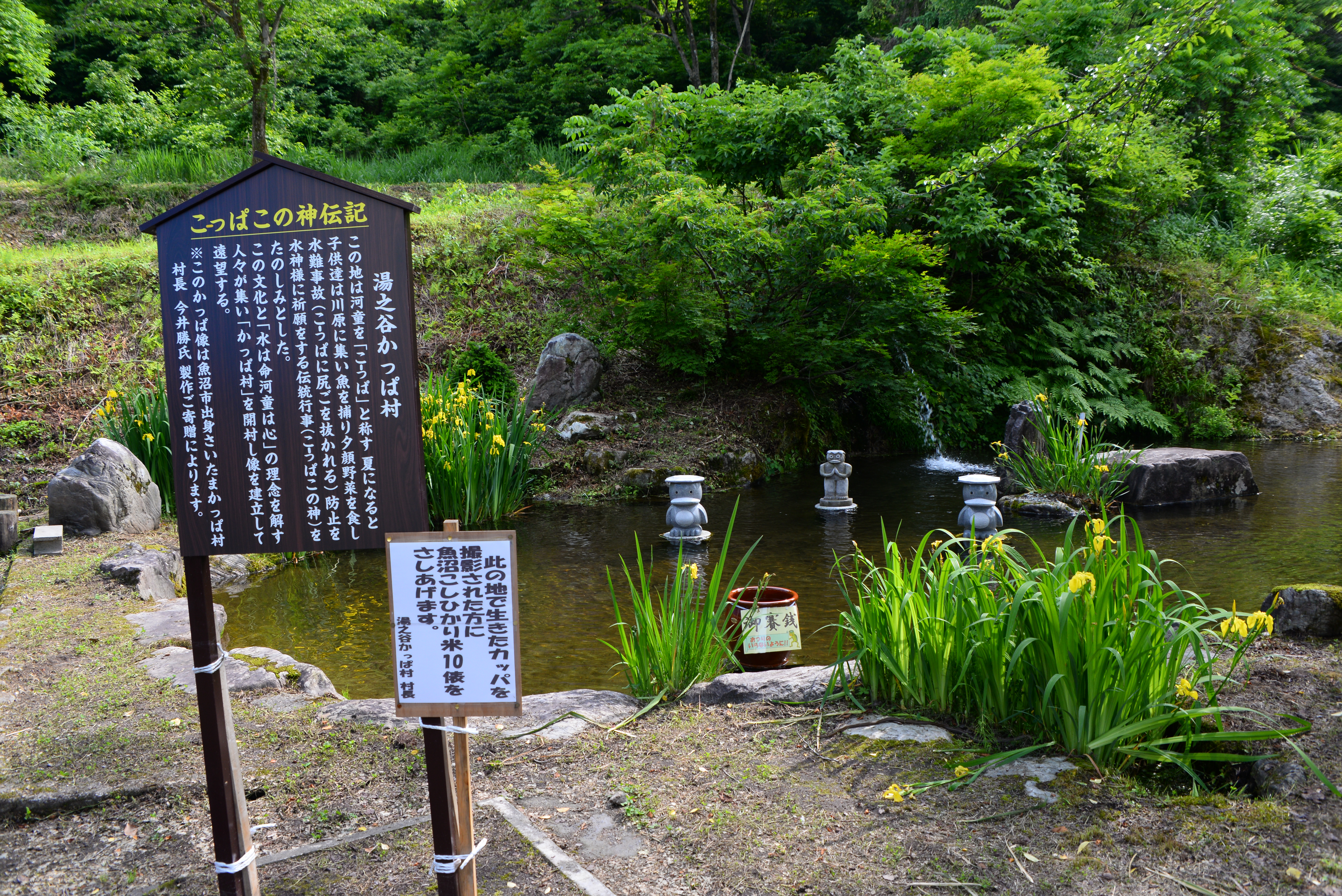
折立温泉のかっぱ池

単純温泉
佐梨川沿いに位置する温泉地で宿泊施設は7軒。奥只見シルバーラインの入口に位置する。
所在地: 新潟県魚沼市下折立（座標）

### 大湯温泉

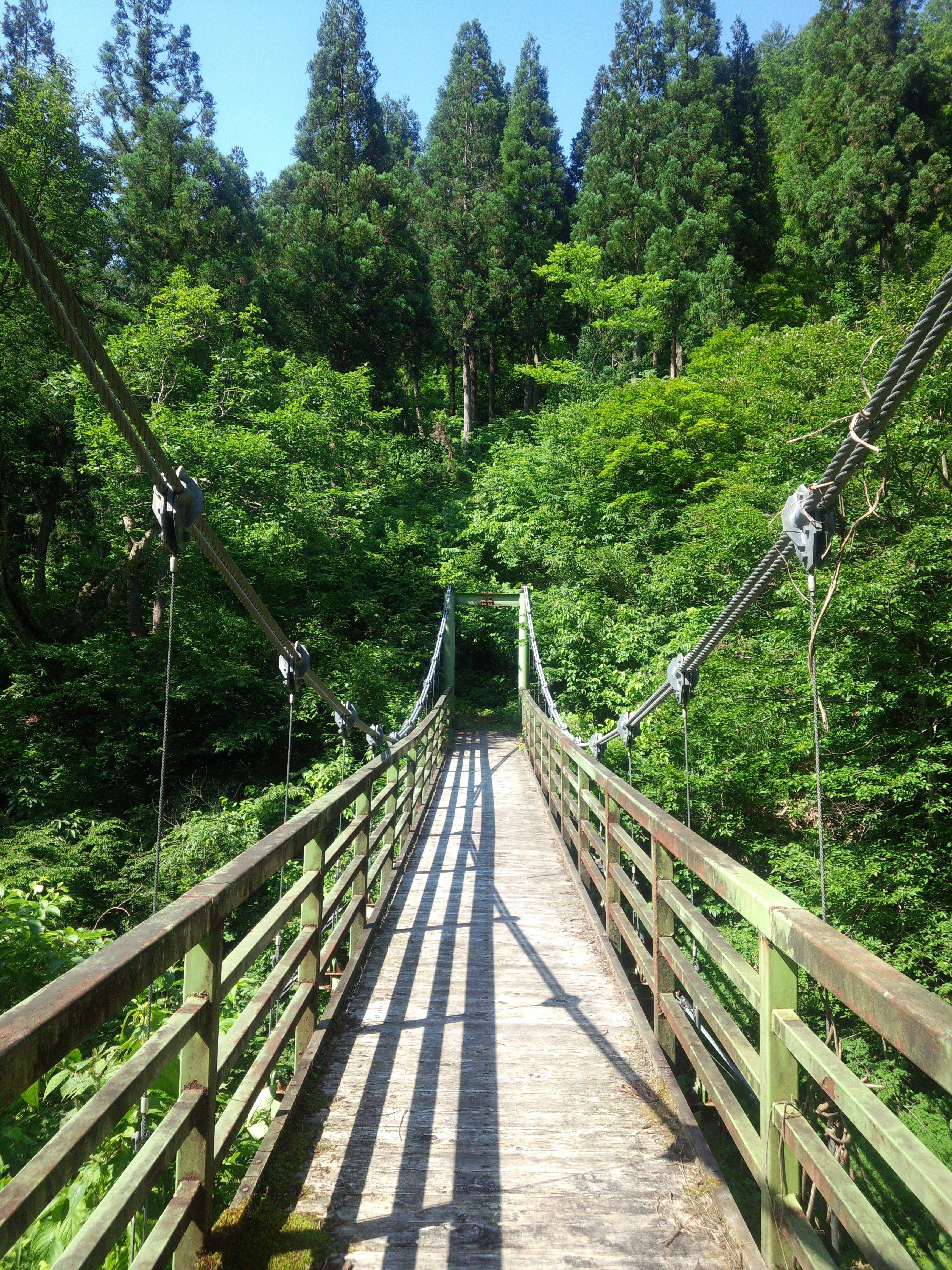
大湯温泉近くの「ほそど渓谷」 吊り橋（2014年7月）

単純温泉
旅館、ホテル十数軒による温泉街が形成されており、湯之谷温泉郷の中でも最も賑やかな温泉地である。バブル期の隆盛を封じ込めたようなとも称される昭和の街並みが残っている。大湯温泉スキー場や奥只見レクリェーション都市公園 大湯公園がある。
所在地: 新潟県魚沼市大湯温泉 他（座標）

### 栃尾又温泉（とちおまた）
単純放射能泉 - 日本有数のラジウム含有量がある。
3軒の宿泊施設があり、「したの湯」「うえの湯」「おくの湯」の3つの浴場を3館が共同で使用している。
1984年に国民保健温泉地施設整備事業により公営の日帰り温泉施設「栃尾又温泉センター」が開設され、2000年にはふれあい・やすらぎ温泉地施設整備事業により新館を増設した。多額の経費がかかることと源泉確保が困難なことにより2003年には新館を閉鎖。旧館については日帰り入浴を停止し3軒の宿泊者用共同浴場として現在に至る。この共同浴場は「うえの湯」と2015年に増設した「おくの湯」とからなり、源泉直上にある「したの湯」とともに宿泊者は無料で利用できる。日帰り入浴については事前予約が必要。
湯之谷温泉郷最古のいで湯で、子宝の湯として知られている。
低温長時間浴の習慣があり、ここの『寝湯』は体温より低温の浅い湯に仰向きに寝転んでゆっくり浸かるものだが、退屈しのぎに（湯に浸かったまま）本を読んでいる人がいる。
所在地: 新潟県魚沼市栃尾又温泉（座標）

### 駒の湯温泉（こまのゆ）

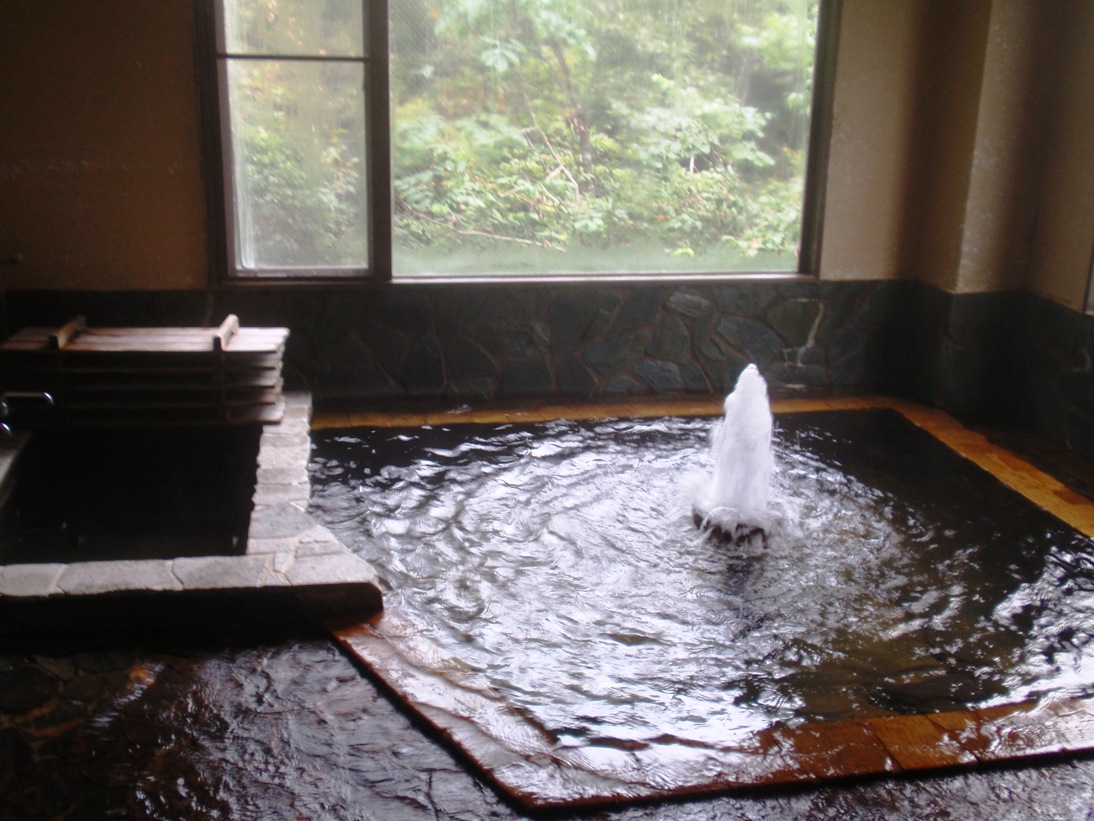
駒の湯温泉

単純温泉
佐梨川上流の渓谷沿いに位置し、日本秘湯を守る会会員『駒の湯山荘』の一軒宿。かつてはランプの宿として知られていたが、現在では自家発電を行っている。
源泉33℃そのままの低温長時間浴が主体。上がり湯用に加熱した浴槽もある。外来入浴は内湯のみ。
所在地: 新潟県魚沼市大湯温泉719-1（座標）

## 伝説

### 大湯温泉
大湯温泉は、湯之谷村史によると718年（養老2年）に行基により開湯とされている。

### 栃尾又温泉
大湯温泉と同じく行基による開湯伝説がある。

## 歴史

### 大湯温泉
戦国時代には直江兼続をはじめ多くの武将に利用されたとされた。
現在の魚沼市の一部であった小出島組は、慶長三年上杉景勝が会津へ移封されてから堀直奇の所領となった。直奇の父である直政が、四日町(小出町)の諏訪神社に領地三石を寄進した。しかし、慶長五年に起きた一揆で文書を失ったので、諏訪神社が再度寄進してくれるよう堀に願い出た。このことに対して、堀直政の家臣岩倉伝右衛門が諏訪神社の神主に差し出した慶長六年(1601)の寄進状がある。その中に、「直政様御湯治之砌、御墨付被遺候」との記述 があることから、小出島組を流れる佐梨川の上流にある大湯温泉に湯治したことが記され、すでに開湯していたことがわかる。
寛永年間から安政年間の約200年にわたる上田銀山の銀の採掘の際には、三国街道の小出から銀山に至る道中の宿場としても栄えた。
明治時代後期の温泉番付において前頭とするものもある
戦後、奥只見ダムの建設が始まると建設関係者の宿泊、接待や宴会などで賑わい、大湯温泉スキー場が開業、バスツアーも組まれるようになった。バブル期にかけては温泉街の歓楽的要素も強まっていった。

### 栃尾又温泉
江戸時代から現在まで約400年続いている旅館もある。
正保越後国絵図の控え(1645)では、出湯と記されている。
貞享三年(1686)に「大湯・栃尾俣出湯湯守銭受取書」で入浴料を徴収していたことが記されている。
「栃尾俣入湯ニ付入用并諸事覚書 」には、1855年（安政2年）に長岡藩の庄屋の家の者が湯治に訪れたときの記録が残る。
栃尾又、駒の湯は1979年（昭和54年）3月27日、環境庁告示第12号により国民保養温泉地に指定されている。

## アクセス

魚沼地方のバス路線図。上部の濃橙色の路線および季節運行路線がアクセス路線となる。

- 公共交通 : JR小出駅から、折立・大湯・栃尾又温泉方面へ向かう南越後観光バスの路線バスが運行されている。夏の行楽シーズンには浦佐駅からのバスも追加運行される[12]。本数が少ないので事前確認が必要。
  - 浦佐駅や小出駅から無料送迎を行っている宿もある[13][14][15][16]。
- 車 : 関越自動車道魚沼ICより、国道352号または新潟県道50号小出奥只見線経由で15～25分（薬師温泉は約7分）。